# Cónclave de 1565-66
El cónclave papal de 1565-66 (20 de diciembre - 7 de enero) se convocó tras la muerte del papa Pío IV y finalizó con la elección de Antonio Ghislieri como Pío V.

## Contexto
El cardenal Vitellozzo Vitelli era camarlengo; el cardenal Francesco Pisani, el de mayor antigüedad, era decano del Sacro Colegio. El cónclave estaba formado por varios grupos pequeños, alineados ya sea por parentesco, como los partidarios de Francesco Gonzaga, o por lugar de residencia, como los florentinos. 
Otra división existía entre algunos de los cardenales más jóvenes, deseosos de impulsar las reformas del Concilio de Trento, y sus colegas de mayor antigüedad, cuyas opiniones reformistas se inclinaban hacia la Inquisición, cuyo uso a veces parecía rozar lo político.
Las diversas facciones presentaban una dificultad para cualquiera que intentara reunir una mayoría de dos tercios. El cardenal Farnesio contaba con el mayor número de compromisos, pero no con los treinta y cinco necesarios para la elección. El cardenal Borromeo le informó a Farnesio que, si bien no podía aceptar apoyarlo como candidato, estaba dispuesto a colaborar con él para seleccionar a alguien que le agradara. 
Farnesio sugirió cuatro nombres, incluido el de Antonio Ghislieri. Ghislieri también era aceptable para los españoles. A petición del emperador germánico, Cosme I de Florencia actuaba entre bastidores, con la esperanza de asegurarse el título de duque de Toscana. En dos horas, contaban con los votos suficientes para elegir a Ghislieri, quien tomó el nombre de Pío V.

## Cardenales electores en el cónclave
Hipólito II de Este y Guido Luca Ferrero abandonaron el cónclave por enfermedad; Francesco Gonzaga murió durante el cónclave el 6 de enero.